# Freekey Zekey
Ezekiel Jiles (művésznevén Freekey Zekey) (New York, 1975. október 13. –) afroamerikai rapper, aki a Diplomat Records elnöke. Zekey-t 2003. április 25-én meglőtték, de felépült. Majdnem 3 évet töltött a Durham Correctional Center büntetés-végrehajtási intézetben, Durhamben, ahova drogügyletei miatt került; 2006. november 20-án engedték ki.

## Albumok
- 2007: Book of Ezekiel

### Mixtape-ek
- 2008: Blame It on the Henny
- 2008: Henny & a Cigarette
- 2009: The Zeek Effect